# Nicôla Bùi Đức Thể
Nicôla Bùi Đức Thể là một thánh tử đạo Việt Nam.

## Tiểu sử
Nicôla Bùi Đức Thể sinh năm 1792 tại làng Kiên Trung, phủ Xuân Trường, tỉnh Nam Định (nay thuộc giáo họ Thánh cả Giuse - giáo xứ Trung Thành, Giáo phận Bùi Chu - địa chỉ thuộc xóm 4, xã Hải Vân, huyện Hải Hậu, tỉnh Nam Định).
Năm 47 tuổi, ông Nicôla Thể gia nhập binh đội, nhưng chỉ được một tháng thì ông bị bắt vì xưng mình là người Công giáo.

## Cuộc đời thánh nhân
Mùa thu năm 1837, thừa lệnh vua Minh Mạng, quan tổng đốc đã truyền lệnh triệu tập binh lính và nhắc lại lệnh cấm đạo. Ông chỉ thị mở hai cánh cửa: Cánh cửa bên phải có đặt Thánh Giá trên mặt đất, binh lính nào chấp nhận đạp ảnh tượng thì được ra về với gia đình vợ con; Cánh cửa bên trái thì đặt gông cùm, xích xiềng dành cho những binh lính không đạp ảnh tượng. Hầu hết các binh lính đều chối đạo. Chỉ có 15 người bước vào cửa bên trái, trong số này có anh lính Nicôla Bùi Đức Thể, người can đảm giữ vững đức tin. Anh tiến ra cánh cửa có sẵn xích xiềng và bị tống giam vào ngục tối.
Sau tám tháng tù tội, dù bị roi đòn và bị đánh vào các đầu ngón tay, nhưng Nicôla Bùi Đức Thể vẫn không chối đạo. Tuy nhiên, chỉ trong một phút yếu lòng trước lời dụ ngọt của quan tổng đốc, ông Bùi Đức Thể cùng với hai ông Đinh Văn Đạt và Phan Viết Huy đã nhận 10 quan tiền thưởng để bỏ đạo.
Thế nhưng, sau đó các ông cảm thấy lương tâm cắn rứt và nhờ cầu nguyện liên lỉ, các ông thành tâm thống hối. Nhờ bàn hỏi với cha Tuyên và cha Năng, hai người lính Bùi Đức Thể và Phan Viết Huy đã lên đường về kinh đệ đơn tái tuyên xưng đức tin. Sau hai mươi ngày đi bộ, hai người lính can đảm đón đường vua Minh Mạng đang du hành để dâng sớ. Sau khi nhận sớ, vua nổi giận và hạ lệnh tống giam hai ông vào ngục.

## Chịu tử đạo
Hai chiến sĩ đức tin đã anh dũng đón nhận bản án lăng trì. Vào ngày 13/06/1839, lý hình lấy chiếc rìu lớn chặt ngang lưng rồi bỏ xác hai ngài xuống biển tại cửa biển Thuận An, Huế.

## Phong thánh
Chứng nhân đức tin Nicôla Bùi Đức Thể được nâng lên hàng chân phước ngày 27/05/1900 và được tuyên phong hiển thánh ngày 19/06/1988 bởi Đức Giáo hoàng Gioan Phaolo II